# Осиновка (приток Абрамовки)
Оси́новка — река в Приморском крае России.
Исток находится в Уссурийском городском округе, на северных склонах гор Пржевальского, в двух километрах севернее верховьев реки Раковка, в 10 км восточнее села Боголюбовка.
Впадает в реку Абрамовка (приток Илистой) в 4 км ниже села Кремово Михайловского района.
Длина реки — 53 км, площадь водосборного бассейна — 470 км², общее падение реки 229 м. Ширина её до 20 м в нижнем её течении.
В летнее время часты паводки, вызываемые в основном интенсивными продолжительными дождями.

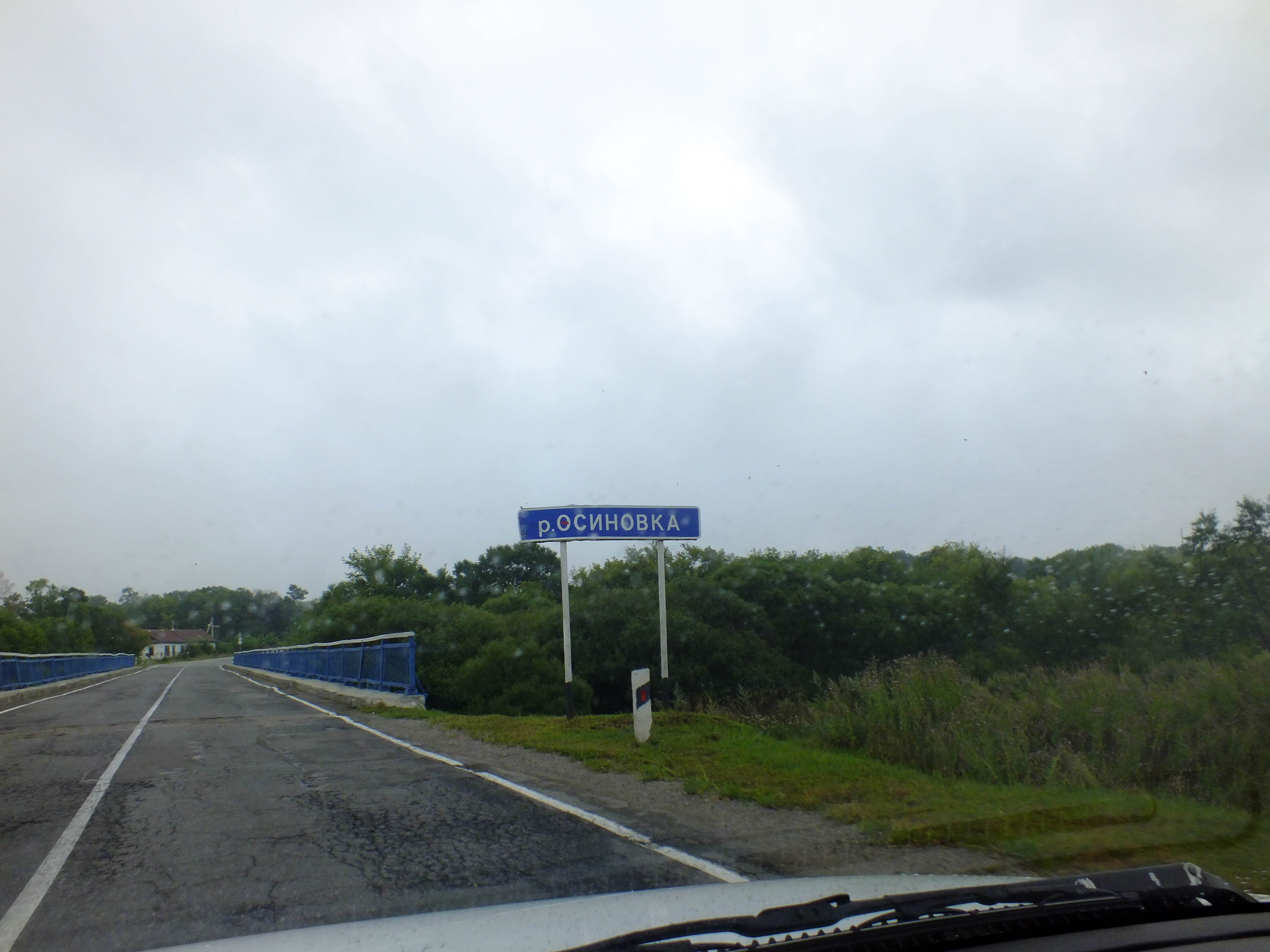
Мост через реку Осиновка, на правом берегу село Осиновка.

Населённые пункты в долине реки (сверху вниз): Боголюбовка, Даниловка, Осиновка, Кремово.
У села Осиновка пересекает автодорогу «Осиновка — Рудная Пристань», у села Кремово — трассу «Уссури» и Транссиб.